# Spyridium scortechinii
Spyridium scortechinii är en brakvedsväxtart som först beskrevs av F.Müll., och fick sitt nu gällande namn av K.R.Thiele. Spyridium scortechinii ingår i släktet Spyridium och familjen brakvedsväxter. Inga underarter finns listade i Catalogue of Life.